# رافائل تولماسوف
رافائل تولماسوف (۲۴ فوریه ۱۹۲۳، سمرقند) خواننده یهودی در تئاتر آکادمیک اپرا و باله صدرالدین عینی تاجیکستان است. او هنرمند مردمی جمهوری تاجیکستان است.

## زندگی‌نامه
رافائل میخائیلوویچ تولماسوف در ۲۴ فوریه ۱۹۲۳ در شهر سمرقند متولد شد. صدای او یک باریتن غنایی-دراماتیک است. او در جوانی در جنگ جهانی دوم شرکت کرد. او پسر خواننده، نوازنده و آهنگساز یهودی تاجیکستانی میخائیل تولماسوف بود. او از سال ۱۹۳۴ تا ۱۹۳۶ در مجتمع موسیقی و هنر دوشنبه تحصیل کرد و از کالج تئاتر ابوالقاسم لاهوتی در تاشکند (۱۹۳۹) و استودیوی اپرا و باله دولتی صدرالدین عینی فارغ‌التحصیل شد.

## جوایز
- وی نشان فخری، نشان شرف (درجه ۳)، مدال و دیپلم هیئت رئیسه Verkhovna Rada از جمهوری شوروی تاجیکستان را دریافت کرده‌است.[۲]